# ペンタエリトリトール
ペンタエリトリトール (pentaerythritol) は、多価アルコール類の一種で糖アルコールに分類される、有機化合物である。

## 用途
工業的な主な用途はロジンエステル原料、アルキド樹脂原料、合成潤滑油原料、爆薬原料など。ペンタエリスリトール、ペンタエリスリットなどとも呼ばれる。

## 合成
アセトアルデヒドとホルムアルデヒドを塩基性環境下で縮合して合成することができる。この反応は、3回の連続したアルドール反応と1回のカニッツァーロ反応によって起こる。この反応では、ジペンタエリトリトールとトリペンタエリトリトールを不純物に含む 。
{\displaystyle {\ce {CH3CHO\ + 4CH2O\ + 1/2Ca(OH)2 -> C(CH2OH)4\ + 1/2(HCOO)2Ca}}}

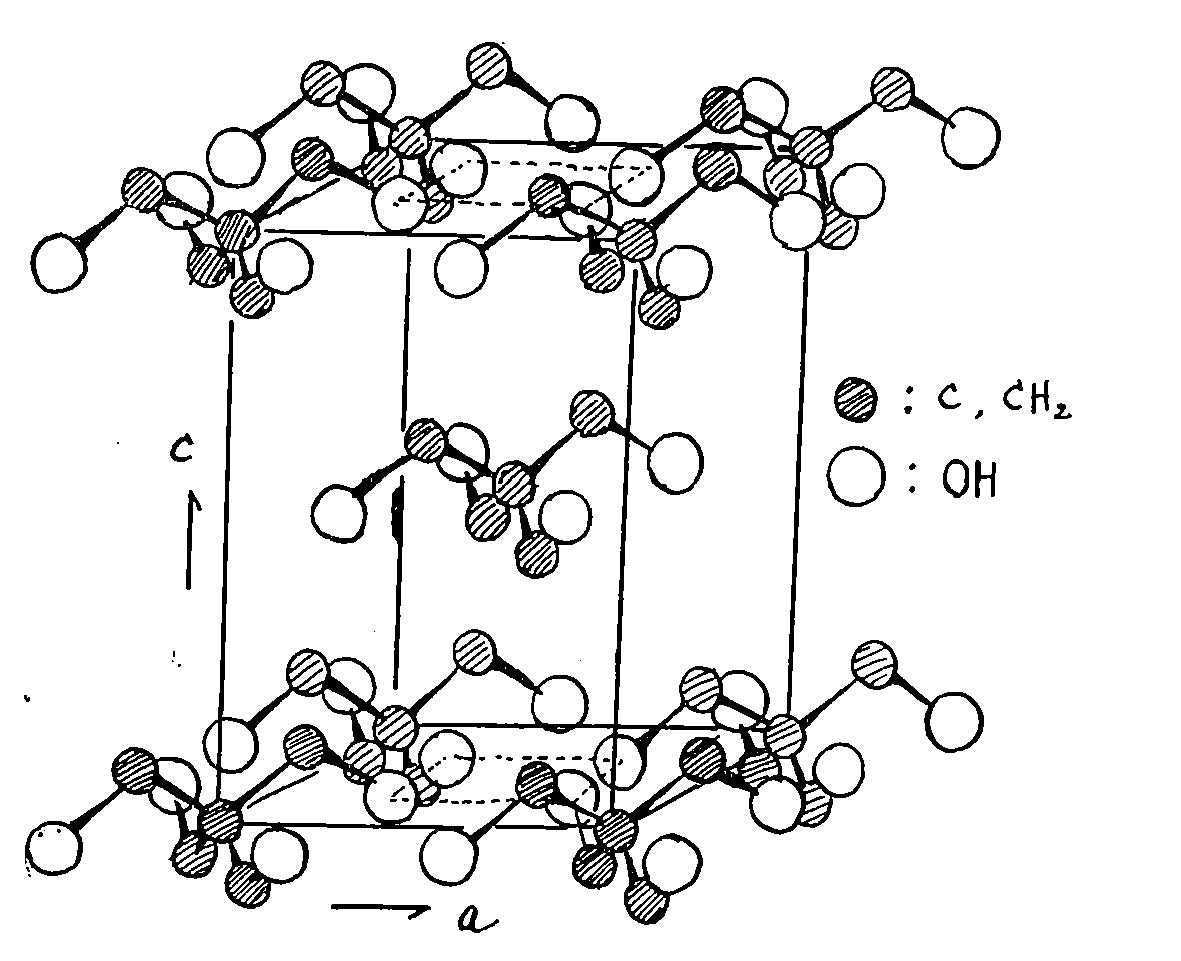
ペンタエリスリトールの結晶内原子配列。斜線の影をつけたのが炭素原子で、図の中心にある炭素原子と結合する4個の炭素原子が中心から見て正四面体の頂点の方向にあるので、炭素原子の正四面体形の原子価（ファント・ホッフの仮説）が証明された。（仁田勇退官記念最終講義のための自作の図、1960年）